# Бряунис, Альгимантас Ионович
Альгимантас (Арунас) Ионович Бряунис (род. 3 ноября 1964, Советск, Калининградская область, СССР) — советский и литовский футболист, вратарь; тренер.

## Карьера

### Игрока
В 1983—1990 годах играл за клайпедские клубы «Гранитас», «Атлантас», «Сириюс». Весной 1989 провёл две игры за вильнюсский «Жальгирис» в Кубке Федерации футбола СССР. В 1990—1991 годах сыграл 30 матчей в составе клуба «Иверия» Хашури в высшей лиге чемпионата Грузии. 1991 год провёл в команде «Пардаугава» Рига в первой лиге первенства СССР. 13 мая 1992 сыграл единственный матч в чемпионате России в составе московского «Асмарала»: с Бряунисом в срочном порядке был подписан контракт, так как Алексей Шиянов был дисквалифицирован, Александр Шишкин травмирован, а третий вратарь Радишевский не пользовался доверием тренерского штаба. В том же году перешёл в команду первой украинской лиги «Галичина» Дрогобыч, в которой отыграл следующие 1,5 сезона классом ниже. В 1994—1995 играл за таллинскую «Флору», в 1996 провёл один матч в составе датского ФК «Копенгаген» и 6 — за эстонский ФК «Лелле». Затем перешёл в «Жальгирис», где за 1,5 сезона сыграл 32 игры. В 1998—2001 играл в чемпионате Латвии за «Металлург» Лиепая, карьеру игрока завершил в 2002 в составе «Атлантаса».

### Тренера
Работал тренером вратарей в «Атлантасе», российском ФК «Орел», латвийском «Металлурге» (Лиепая), таллинской «Флоре». В 2006—2008 и в 2011 годах — тренер вратарей и помощник главного тренера в таллиннской «Левадии», в 2009—2010 — тренер вратарей в «Банге» Гаргждай. С 7 сентября 2012 по 2 апреля 2013 был главным тренером «Калева» Силламяэ, потом стал тренером вратарей и помощником главного тренера клуба. С мая 2016 года по апрель 2017 года снова работал главным тренером «Калева».

### В сборной
В 1996—1997 годах провёл 4 матча за сборную Литвы.